# Krioentomofauna
Krioentomofauna, fauna naśnieżna – kriofilne owady żyjące lub pojawiające się na śniegu, w okresie zimy. Spotkać je można od grudnia do marca. W dużej części są to gatunki związane z chłodnym klimatem okołobiegunowym, przystosowane do rozwoju w niskich temperaturach. W strefie tundry okres letni jest krótki a temperatury są niskie. W warunkach środkowoeuropejskich znaczna ich część to gatunki reliktowe, które pozostały po chłodniejszym okresie.
Ze względu na różny stopień przystosowania do życia w chłodnym klimacie i egzystencji na śniegu,  krioentomofaunę można podzielić na: chionobionty, chionofile i chionokseny.